# Затинщики
Зати́нщики (от слова «затин» — пространство за крепостной стеной) — категория служилых людей в Русском государстве XVI—XVII веков, которые набирались из различных сословий (то есть — «по прибору») для обслуживания крепостной («затинной») артиллерии и других видов вооружений.
Затинщики и пушкари принадлежали к людям «пушкарского чина». В войске русского царя Ивана Грозного затинщиками назывались стрелки из крупнокалиберных крепостных ружей-пищалей, которые вместе с пушкарями и воротниками составляли регулярную часть личного состава крепостных гарнизонов.
При формировании полков нового строя указом от 30 июля 1679 года затинщики вместе с пушкарями были переведены на посменный режим несения службы. Под контролем Разрядного приказа они были разделены на две группы, одна из них была фактически приравнена к солдатам, вторая продолжила нести полковую службу.